# Fast forward (Spyro Gyra)
Fast forward is het veertiende muziekalbum van Spyro Gyra. Het album is opgenomen in de Beartracksstudio te Suffern, de geluidsstudio is van Beckenstein zelf. Het verschil met voorgaande albums is dat er weer standaard een extra percussionist in de band is opgenomen en dat voor het eerst sinds langere tijd er ondersteunende blazers werden ingeschakeld.
Het album kwam rechtstreeks uit bij MCA Records, er is geen melding van GRP Records, dat door MCA aangewezen was als hun jazzlabel. Het album is opgedragen aan de val van de Berlijnse Muur en gevolgen daarvan voor de mensen uit Oost-Europa

## Musici
- Jay Beckenstein – saxofoon
- Tom Schuman toetsinstrumenten
- Dave Samuels – vibrafoon, marimba, synthesizer werkend op mallets
- Richie Morales – slagwerk
- Oscar Cartaya – basgitaar
- Marc Quiñones – percussie

Met
- Jeff Beal - trompet
- David Broza – zang op Tower of Babel
- The No Sweat Horns – Barry Danelian (trompet), Randy Andos (bas- en tenortrombone), Scott Kreizer (saxofoon).

## Muziek
| Nr. | Titel                        | Duur |
| --- | ---------------------------- | ---- |
| 1.  | Bright lights (Samuels)      | 5:20 |
| 2.  | Para ti latino (Cartaya)     | 4:15 |
| 3.  | Alexandra (Beckenstein)      | 4:43 |
| 4.  | Ocean Parkway (Jeremy Wall)  | 4:30 |
| 5.  | Speak easy (Beal)            | 5:03 |
| 6.  | Futurephobia (Schuman)       | 4:22 |
| 7.  | 4MD (Wall)                   | 4:36 |
| 8.  | Shadowplay (Beckenstein)     | 5:05 |
| 9.  | Excape hatch (Schuman)       | 5:12 |
| 10. | Tower of Babel (Beckenstein) | 5:29 |